# Porto de Tampico
Porto de Tampico é um porto marítimo da costa leste do México, localizado nas margens do Rio Pánuco na cidade de Tampico estado de Tamaulipas, 10 km do Golfo do México cerca de 350 km a nordeste da Cidade do México. Localizado no meio de vários pântanos com muitas lagoas, o Porto de Tampico é um dos principais portos marítimos do país, fica apenas 13 km a sudoeste do Porto de Altamira, a cidade está ligada por rotas para Veracruz no México, e Brownsville, no Texas, possui um bom sistema ferroviário e rodoviário para o interior e principais rotas de serve como entrada e saída de produtos de mineração, petroquímica, aço, madeira e outros produtos industriais, pelo Golfo do México.
É um dos portos mais movimentados, tem dois terminais públicos, 6 quintais privados e 10 para a construção de perfuração offshore. O porto de Tampico oferece serviços regulares de cerca de 20 linhas de transporte que apontam para mais de 100 países, incluindo Canadá, Estados Unidos, Cuba, República Dominicana, Brasil, Venezuela, Europa, Austrália e Singapura, entre outros.
No que diz respeito à sua expansão, um elemento chave são seus 22 km de frente para as águas em ambas as margens do rio local. A Administración Portuaria Integral de Tampico promove fortemente o desenvolvimento desses territórios, atuando como elo entre os investidores e as agências estaduais e federais envolvidos no processo de expansão.

## História
Tampico foi fundada a pedido de Frei Andrés de Olmos e licença do Vice-Rei Dom Luis de Velasco y Castilla, em 1554. Seis anos mais tarde foi condecorada com a patente de Villa de San Luis Potosi, que assume alguma importância como porto. Por decreto governamental de 12 de novembro de 1824, foi declarada a nova cidade como um porto marítimo, que ajudou a atrair colonos de todo o mundo. Esta migração fortemente favoreceram o comércio e o desenvolvimento econômico da cidade portuária. Após a saída dos espanhóis, a área foi repovoada e em 1823 o presidente mexicano, Antonio López de Santa Anna conceder permissão para fundar a moderna cidade de Tampico com o nome de Santa Anna de Tamaulipas, que mudou o nome para Tampico com a queda de Santa Anna.
Em 1863, a empresa ferroviária principal, foi comissionado para construir a primeira linha ferroviária de San Luis Potosí para Tampico, que começou com a construção de instalações portuárias, incluindo vários molhes e cais, o tráfego marítimo no canal de navegação uma profundidade de 28 pés. O primeiro cais foi construído em 1870, o quebra-mar de dragagem foram complementadas em 1889, incluindo instalações de carregamento também foram construídos 3 cais e 4 docas de 145 metros cada, que foram concluídas em 1903.
Ao mesmo tempo, os campos de petróleo começaram a ser desenvolvidos na área, o que resultou num aumento global no comércio na região. Em 1914 se formou o Reino de Alijadores Guild, que 7 anos mais tarde, na sociedade cooperativa de hoje e o operador portuário. Finalmente a Administración Portuaria Integral de Tampico, S.A, de C.V foi criada em 29 de junho de 1991, o que hoje conhecemos como API.

## Comércio portuário
A Administración Portuária Integral (API) de Tampico S.A de C.V foi criado em 1999, como a autoridade portuária responsável pelo Porto de Tampico. Em 2011, o Porto de Tampico tratava com um total de 8,8 milhões de toneladas de carga transportadas a 398 de carga comercial, e 284 navios de petróleo. Cargas estrangeiras de 4,3 milhões de toneladas incluídos 2,0 milhões de toneladas de importações, e de 2,3 milhões de toneladas de exportações. O Porto de Tampico também trata 4,5 milhões de metros de cabotagem. O comércio exterior incluído 11,1 mil TEUs de carga contentorizada, incluindo 5,3 mil TEUs das importações e 5,8 mil TEUs de exportações. O Porto de Tampico também trata as exportações de 309 mil automóveis.
Dentro do total de carga no Porto de Tampico em 2008 foram 5,9 milhões de toneladas de petróleo e produtos petrolíferos, 1,5 milhões de toneladas de carga geral, 1,3 milhões de toneladas de granel mineral, 98 mil toneladas de fluidos, e 61 mil toneladas de recipientes. O Porto de Altamira manipula a maioria da carga recipiente na área. O Porto de Tampico é considerando bem sucedido por sua infraestrutura e instalações, tem grandes e modernos e armazéns. A estação de comboios é facilmente acessível para o porto e mar, tem o equipamento mais recente e melhor para o carregamento de navios atuais do petróleo.
O Porto de Tampico está protegida por dois quebra-mares de 1,340 e 1,445 m, localizado a 300 m de distância, com um canal de navegação de 100 metros de 11 metros de profundidade. O canal de Porto de Tampico de acesso é de 19,6 mil metros de comprimento, 60-100 m de largura, e de 9 a 11 m de profundidade. O canal de navegação secundário no Pueblo Viejo é de 2,500 metros de comprimento, e 60 metros de largura e é três metros de profundidade. O Canal El Chijol secundário é de 15500 m de comprimento e 50 m de largura com uma profundidade de 3 m.
Oferece 11 berços de um total de 2,146 metros de comprimento e profundidades variadas. O Porto de Tampico também contém 38,7 mil metros quadrados de armazéns, 6,5 mil metros quadrados de espaço para galpão, e 331,7 mil metros quadrados de armazenamento aberto.
O Porto de Tampico tem seis terminais privados, dois terminais públicos, e dez campos dedicados à construção de plataformas marítimas de petróleo. Também possui seis terminais privados de movimentação de carga da Petróleos Mexicanos (PEMEX), que opera o Terminal Marítimo de Madero para lidar com petróleo e produtos petrolíferos. Com 10 posições de encaixe com um total de 1,910 metros de comprimento com juntamente com profundidade de 11 metros, o terminal tem capacidade para lidar com seis milhões de toneladas de carga. É equipado com acesso ferroviário e uma doca seca para reparação de navios para 50 mil DWT.
A Cemex México opera um terminal de minerais a granel no Porto de Tampico, o manuseio principalmente de cimento e clínquer, no cais do terminal é de 500 metros de comprimento, com profundidade ao lado de 8,5 metros e duas posições de atracação. O terminal inclui cinco silos com capacidade para armazenar 35 toneladas métricas, e cobre uma área de 1,5 hectares.
O terminal privado Minera Autlán também lida com minérios a granel, principalmente manganês, ligas de ferro e coque de carbono. O terminal possui um cais de 160 metros para os navios para 6,7 metros. O cais tem capacidade para lidar com 60 mil toneladas e para armazenar 108 toneladas de carga, e do terminal abrange cerca de 30 mil metros quadrados.
O Grupo Peñoles opera um terminal de minerais a granel no Porto de Tampico, que lida com cargas como bentonita, óxido de magnésio, Ilmenita e sulfato de sódio. Seu cais pode acomodar navios a 240 metros de comprimento com um calado de 9,1 metros. O terminal está equipado com acesso ferroviário e tem dois armazéns com capacidade para armazenar 19,5 mil toneladas de carga.
O terminal do Porto de Tampico a de granel agrícola é de propriedade e operados por (PROTAMSA) de Tamaulipas  para lidar com cargas como soja, trigo, milho, cimento, madeira e fertilizantes. O cais tem 180 metros e profundidade de 9,1 metros. Com acesso ferroviário, o terminal inclui quatro silos que podem armazenar até 30 toneladas métricas de carga e um armazém com capacidade para seis mil toneladas.
Com três silos que podem armazenar até 30 toneladas de produtos agrícolas, o terminal TEGOSA no Porto de Tampico tem uma doca de 520 metros de comprimento, e profundidade ao lado de 6,1 metros para manuseio de produtos agrícolas, principalmente milho.
O Porto de Tampico tem três terminais públicos com equipamento especializado para lidar com cargas gerais, contêineres, carga superdimensionada, e mineração a granel e produtos agrícolas. Com um total de 2,141 metros de com 11 cais ao lado de profundidades que variam de 10,7 a 11,3 metros.  Os terminais públicos no Porto de Tampico são servidos com uma dupla ferrovia que permite o carregamento e descarga direta e acesso direto à rede rodoviária. Os terminais incluem mais de 60 mil metros quadrados de espaço de armazenamento coberto.
As docas 1-9 de um total de 1,586 metros de comprimento, para lidar com carga geral e contêineres. Exemplos de cargas movimentadas no cais, incluem bobinas de chapa de aço, minerais a granel, de madeira, e caminhões. Em um total de 576 metros de comprimento, docas 10 e 11 são usadas principalmente para cargas de grandes dimensões, madeira, produtos siderúrgicos, e melaço.